# خاومي كوستا
خاومي فيسنت كوستا خوردا (بالإسبانية: Jaume Vicent Costa Jordá)‏ (مواليد 18 مارس 1988) هو لاعب كرة قدم إسباني يجيد اللعب في مركز الظهير الأيسر، ويلعب حاليًا لنادي ريال مايوركا الإسباني منذ عام 2021.

## الإنجازات

### فياريال
- دوري الدرجة الثانية الإسباني: 2012-2013 - المركز الثاني.
- كأس الإمارات: 2015 - المركز الثاني.

## روابط خارجية
- خاومي كوستا على موقع الاتحاد الأوربي (الإنجليزية)
- خاومي كوستا على موقع قاعدة بيانات كرة القدم.إي يو (الإنجليزية)
- خاومي كوستا على موقع Soccerbase.com (لاعب) (الإنجليزية)
- خاومي كوستا على موقع Soccerway.com (الإنجليزية)
- خاومي كوستا على موقع عالم كرة القدم.نت (الإنجليزية)
- خاومي كوستا على موقع AS.com (الإسبانية)
- Jaume Costa